# Karl Christoph von der Goltz
Karl Christoph Freiherr von der Goltz (* 2. Dezember 1707 in Heinrichsdorf; † 30. Juni 1761 in Zerbau) war ein preußischer Generalleutnant.

## Leben

### Herkunft
Er war ein Angehöriger der uradligen Familie von der Goltz. Sein Vater Henning Bernhard von der Goltz war Rittmeister, seine Mutter Maria Katharina war eine geborene von Heidebreck. 
Sein Bruder Georg Konrad von der Goltz stieg in der Preußischen Armee zum Generalmajor auf, sein Bruder Balthasar Friedrich von der Goltz zum Oberst. 

### Militärkarriere
Goltz wurde 1716 zum Unterricht nach Thorn gegeben. 1720 kam er in die Kanzlei in Posen, 1722 in die Kanzlei in Krone, wo er sich mit der Praxis des polnischen Staatsrechts bekannt machte – eine Tätigkeit, die ihm nicht behagte. 
Zu Beginn des Jahres 1724 trat er daher in die Preußische Armee ein und wurde Junker im Regiment „Forcade“. 1726 ging er als Werber durch das Reich. Aufgrund seines Erfolges dabei wurde Goltz außerhalb der Reihe am 6. September 1726 zum Fähnrich befördert.
1752 wurde er Regimentskommandeur und 1757 Generalmajor und Chef des Infanterieregiments „von Schwerin“. Am 5. Februar 1760 wurde er zum Generalleutnant befördert. Im März 1760 schrieb König Friedrich II. an seinen General: „Das ist die alte Preußenmanier, sich mit Erfolg gegen eine weit zahlreichere Armee zu halten“. Goltz konnte sich geordnet nach Neiße zurückziehen, nachdem Daun die Preußen bei Maxen besiegen konnte.
Im Oktober 1760 kommandierte er 16 Bataillone und 35 Schwadronen, um die Festung Glogau gegen die Russen zu decken. Danach kämpfte er bei Landshut wieder gegen Laudon.
Am 19. April legte er dem König einen Angriffsplan vor, der vorsah, mit 20.000 Mann von Glogau aus offensiv gegen die russischen Truppen vorzugehen. Dazu wurde er vom König im Hauptquartier Hausdorf mit dem Recht über Leben und Tod versehen. Am 13. Mai 1761 wurde Goltz mit dem Schwarzen Adlerorden ausgezeichnet. Im Juni erkrankte er aber an einem hitzigen Fieber im verschanzten Lager bei Glogau, wo er auch starb. Nach seinem Tod wurde der Operationsplan durch General von Ziethen durchgeführt. Eine andere Hinterlassenschaft war eine im Winter aufgestellte Bosniakenschwadron, diese wurde die Keimzelle für die preußischen Ulanen.

### Ehe und Nachkommen
Goltz heiratete am 17. Juli 1737 Frederike Margaretha von Burgsdorf, verwitwete von Sack (1713–1773). Das Paar hatte elf Kinder, darunter Caroline Ernestine (1738–1775), die 1761 den preußischen Offizier, späteren Generalleutnant Gustav Ludwig von der Marwitz (1730–1797) heiratete, Karl Alexander von der Goltz (1739–1818), der zum dänischen Generalleutnant und portugiesischen Feldmarschall aufstieg und August Leopold von der Goltz (1750–1822), preußischer Landrat und Landesdirektor.